# Радько Андрій Олександрович
Андрі́й Олекса́ндрович Радько́ — лейтенант Збройних сил України, учасник російсько-української війни.

## Нагороди
- орден Богдана Хмельницького III ступеня (2022, посмертно) — за особисту мужність і самовіддані дії, виявлені у захисті державного суверенітету та територіальної цілісності України, вірність військовій присязі.